# یوریه داریه
یوریه داریه (رومانیایی: Iurie Darie؛ ‏ تلفظ رومانیایی: [ˈjuri.e ˈdari.e]؛ ‏ ۱۴ مارس ۱۹۲۹ – ۹ نوامبر ۲۰۱۲) بازیگر اهل رومانی بود.
از فیلم‌هایی که وی در آن نقش داشته‌است، می‌توان به انتقام، آینه، آنگاه همگی را به مرگ محکوم کردم، استفن کبیر - واسلویی ۱۴۷۵، بمبی دزدیده شد، پنداره‌ها ۱۹۰۰ و رینگ اشاره کرد.